# مجله هفتگی صد شخصیت ژاپن
صَد شخصیتِ ژاپن (به ژاپنی: 日本の100人) یک مجله هفتگی است که توسط - د آگوستینی. ژاپن به صورت مجله تمام رنگی انتشار یافته‌است. در این سری بیوگرافی و کارهای برجسته ۱۰۰ شخصیت تاریخی ژاپن معرفی شده‌است.

## پیکربندی
این مجله از شش فصل تشکیل شده‌است.
- زندگی و زمان
- خصوصیات انسانی
- نمای نزدیک
- اقدام‌ها و کوشش‌ها
- میراث برای نسل‌های آینده
- ارزیابی‌ها

## موضوعات
- شماره ۱ - اودا نوبوناگا (نخستین شماره ۱۷ ژانویه ۲۰۰۶)
- شماره ۲ - ساکاموتو ریوما
- شماره ۳ - توکوگاوا ایه‌یاسو
- شماره ۴ - توجو هیدکی
- شماره ۵ - تویوتومی هیده‌یوشی
- شماره ۶ - کاتسو کایشو
- شماره ۷ - داته ماسامونه
- شماره ۸ - توگو هیهاچیرو
- شماره ۹ - میناموتو نو یوشی‌تسونه
- شماره ۱۰ - تاناکا کاکوئی
- شماره ۱۱ - سایگو تاکاموری
- شماره ۱۲ - تاکدا شینگن
- شماره ۱۳ - تایرا نو کیوموری
- شماره ۱۴ - آکچی میتسوهیده
- شماره ۱۵ - یاماموتو ایسوروکو
- شماره ۱۶ - کوکای
- شماره ۱۷ - توکوگاوا یوشینوبو
- شماره ۱۸ - ایشیدا میتسوناری
- شماره ۱۹ - شاهزاده شوتوکو تایشی
- شماره ۲۰ - آشیکاگا تاکااوجی
- شماره ۲۱ - توکوگاوا یوشیمونه
- شماره ۲۲ - یوشیدا شیگه‌رو
- شماره ۲۳ - سانادا یوکیمورا
- شماره ۲۴ - مائدا توشی‌ایه
- شماره ۲۵ - اوکوبو توشیمیچی
- شماره ۲۶ - هوجو سوئون
- شماره ۲۷ - فوکوزاوا یوکیچی
- شماره ۲۸ - یوشیدا شواین
- شماره ۲۹ - توکوگاوا میتسوکونی
- شماره ۳۰ - هیراگا گننای
- شماره ۳۱ - تاکاسوگی شینساکو
- شماره ۳۲ - اوئه‌سوگی کنشین
- شماره ۳۳ - میاموتو موساشی
- شماره ۳۴ - یامائوچی کاتسوتویو
- شماره ۳۵ - کاتو کیوماسا
- شماره ۳۶ - موری موتوناری
- شماره ۳۷ - میناموتو نو یوری‌تومو
- شماره ۳۸ - ایتو هیروبومی
- شماره ۳۹ - ماتسوئو باشو
- شماره ۴۰ - توکوگاوا تسونایوشی
- شماره ۴۱ - هوسوکاوا فوجی‌تاکا
- شماره ۴۲ - شیبوساوا ایچی
- شماره ۴۳ - اوتومو سورین
- شماره ۴۴ - آشیکاگا یوشی‌میتسو
- شماره ۴۵ - کیدو تاکایوشی
- شماره ۴۶ - توکوگاوا ایه‌میتسو
- شماره ۴۷ - اُوایشی یوشیئو
- شماره ۴۸ - ای نائوسوکه
- شماره ۴۹ - کورودا یوشیتاکا
- شماره ۵۰ - کوندو ایسامی
- شماره ۵۱ - یاماموتو کانسوکه
- شماره ۵۲ - سن نو ریکیو
- شماره ۵۳ - شیراسو جیرو
- شماره ۵۴ - فوکوشیما ماسانوری
- شماره ۵۵ - هیجی‌کاتا توشیزو
- شماره ۵۶ - ایتاگاکی تایسوکه
- شماره ۵۷ - اینو تاداتاکا
- شماره ۵۸ - میناکاتا کوماگوسو
- شماره ۵۹ - شیمازو یوشی‌هیرو
- شماره ۶۰ - امپراتور گودای‌گو
- شماره ۶۱ - اوکوما شیگه‌نوبو
- شماره ۶۲ - تایرا نو ماساکادو
- شماره ۶۳ - ماتسوشیتا کونوسوکه
- شماره ۶۴ - تانوما اوکیتسوگو
- شماره ۶۵ - هینو تومیکو
- شماره ۶۶ - اومورا ماسوجیرو
- شماره ۶۷ - ناکاهاما مانجیرو
- شماره ۶۸ - نوگی ماره‌سوکه
- شماره ۶۹ - هوجو توکیمونه
- شماره ۷۰ - نوگوچی هیده‌یو
- شماره ۷۱ - نیچیرن
- شماره ۷۲ - گوتو شینپی
- شماره ۷۳ - انوموتو تاکه‌آکی
- شماره ۷۴ - تسودا اومه‌کو
- شماره ۷۵ - یامادا ناگاماسا
- شماره ۷۶ - سوگاوارا نو میچی‌زانه
- شماره ۷۷ - تودو تاکاتورا
- شماره ۷۸ - نینومیا سونتوکو
- شماره ۷۹ - شیمازو ناری‌آکیرا
- شماره ۸۰ - آکیکو یوسانو
- شماره ۸۱ - تزوکا اوسامو
- شماره ۸۲ - هوجو ماساکو
- شماره ۸۳ - هارا تاکاشی
- شماره ۸۴ - فوجیوارا نو میچیناگا
- شماره ۸۵ - موری اوگای
- شماره ۸۶ - کاتسوشیکا هوکوسائی
- شماره ۸۷ - ازو یاسوجیرو
- شماره ۸۸ - هوندا سوییچیرو
- شماره ۸۹ - میزونو تاداکونی
- شماره ۹۰ - ایواکورا تومومی
- شماره ۹۱ - اینوکای تسویوشی
- شماره ۹۲ - نیتوبه اینازو
- شماره ۹۳ - ریونوسوکه آکوتاگاوا
- شماره ۹۴ - اوئه‌مورا نائومی
- شماره ۹۵ - شینران
- شماره ۹۶ - هیدکی یوکاوا
- شماره ۹۷ - موتواوری نوریناگا
- شماره ۹۸ - کوروساوا آکیرا
- شماره ۹۹ - تاکاهاشی کوره‌کیو
- شماره ۱۰۰ - ناتسومه سوسه‌کی (۲۵ ژانویه ۲۰۰۷ آخرین شماره)